# Blasewitz (Schiff, 1888)
Der Raddampfer Blasewitz wurde 1888 als zweites Schiff mit diesem Namen in der Schiffswerft Blasewitz gebaut. Das Schiff wurde mit der Baunummer 24 auf Kiel gelegt. 1903 erfolgte die Umbenennung in Blaženec und 1906 in Kaiser Friedrich.

## Die Zeit bis 1906
Nach der Indienststellung als Glattdeckdampfer fuhr das Schiff für die Sächsisch-Böhmische Dampfschiffahrts-Gesellschaft (SBDG). Das Schiff wich wie auch das Schwesterschiff Loschwitz von der gängigen Bauform der von der Gesellschaft eingesetzten Schiffe ab. Das Unterdeck war im Vorderschiff mit 13 und im Hinterschiff mit 14 großformatigen Panoramafenstern auf jeder Seite ausgestattet. Das Schiff wurde vorwiegend auf der Strecke zwischen Dresden und Schloss Pillnitz eingesetzt. Die Schiffslänge betrug nur 37 m. 1896 erhielt das Schiff einen neuen Kessel der Sächsische Dampfschiffs- und Maschinenbauanstalt der Oesterreichischen Nordwest Dampfschiffahrtsgesellschaft.
Am 31. Dezember 1902 wurde das Schiff sowie auch das Schwesterschiff Loschwitz an die Prager Moldau- und Elbe Dampfschiffahrt für die Dauer von 6 Jahren vermietet. Der Nettopreis betrug 30.500 Mark je Schiff, zahlbar in 6 Raten. Die letzte Rate wurde am 31. Dezember 1907 fällig. Nach Zahlung der letzten Rate sollte das Schiff kostenlos in den Besitz der Prager Gesellschaft übergehen. Der reale Mietpreis betrug 6000 Mark jährlich, je Schiff. Die Prager Gesellschaft erhielt das Recht die tschechische Form des deutschen Namens des Schiffes auf dem Radkasten über dem Originalnamen anzubringen. Der Maschinist des Schiffes wurde von der SBDG gestellt. Das Schiff wurde hier ab dem 16. Juni 1902 auf der neu eröffneten Route von Prag-Karlin nach Klecany eingesetzt. Der Vertrag wurde von tschechischer Seite durch die Nichtzahlung der Rate am 31. Dezember 1905 beendet.
1906 erfolgte der Verkauf des Schiffes, gemeinsam mit der Loschwitz für 55.195 Mark an die Oberweser Dampfschiffahrt. In ihrem Auftrag wurde das Schiff auf der Laubegaster Werft überholt. Zwischen den Radkästen wurde ein Oberdeck eingebaut und das Schiff erhielt eine Dampfsteuermaschine. Gebaut wurde diese von der Dresdner Maschinenbau und Schiffswerft Uebigau AG mit der Fabrik-Nr. 1132.
Die Überführung nach Hameln führte zwischen Cuxhaven und Bremerhaven über die Nordsee.

## Die Zeit nach dem Verkauf

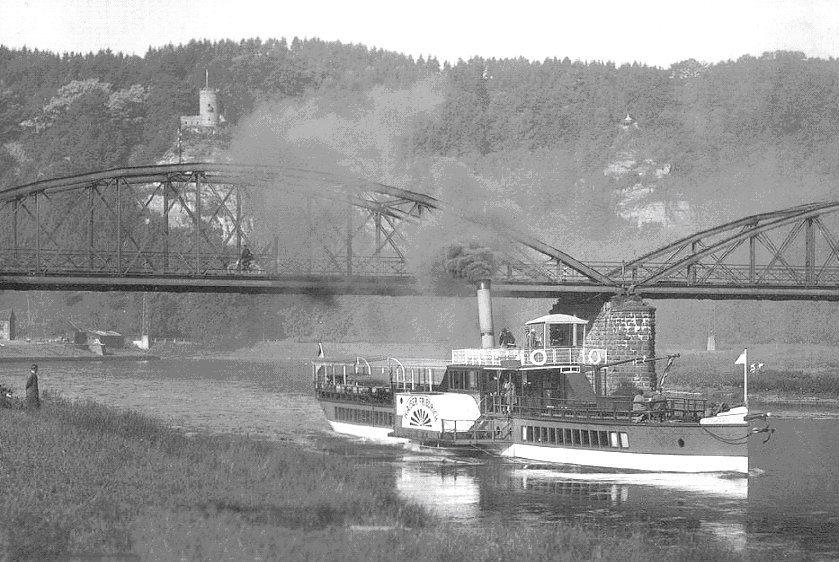
Raddampfer Kaiser Friedrich in Karlshafen

Ab dem 5. Mai 1906 wurde das Schiff unter dem Namen Kaiser Friedrich auf der Oberweser in der Fahrgastschifffahrt eingesetzt. Ab dem 26. Januar 1907 fuhr das Schiff unter der Flagge der Oberweser-Dampfschiffahrtsgesllschaft F. W. Meyer Hameln (OWDG). 1928/29 wurde das Schiff um 8,60 m verlängert. Es wurden sowohl das Vorderschiff wie auch das Hinterschiff um jeweils 4,30 m verlängert.
Die Wehrmacht beschlagnahmte 1941 das Schiff und setzte es auf der Weichsel im Raum Puławy als Versorgungsschiff ein. Seinen Einsatzort erreichte es über den Mittellandkanal, Elbe-Havel-Kanal, Havel, Oder-Havel-Kanal, Oder, Warthe, Netze, Bromberger Kanal, Brahe und Weichsel. Die bis Pulawy zurückgelegte Strecke beträgt etwa 1250 km. Im Jahr 1942 kam es als Lazarettschiff auf dem Dnepr zum Einsatz und lag Pfingsten 1943 in Kiew. Die auf Flüssen und Kanälen von Warschau über Brest, Pinsk, Masyr und Tschernobyl nach Kiew zurückgelegte Strecke beträgt ca. 1.150 km. 1944 war das Schiff wieder auf der Weichsel im Raum Puławy unterwegs. Ende Juli 1944 wurde es nach Kollision und Beschuss schwer beschädigt in Danzig abgestellt. Über den weiteren Verbleib ist nichts bekannt.

## Die Dampfmaschine
Die Dampfmaschine stammte von der 1876 gebauten Blasewitz. Sowohl die Dampfmaschine wie auch der Kessel wurden von der Schiffs- und Maschinenbauanstalt Ruston & Co. in Prag gebaut. Es handelte sich um eine oszillierende Hochdruck-Zweizylinder-Verbund-Dampfmaschine mit einer Leistung von 80 PS.

## Kapitäne des Schiffes
- August Gottlieb Forkert 1888
- Friedrich Eduard Kunze 1889–1891
- Friedrich Ernst Kleemann 1892
- Carl Otto Viehrig 1893–1896
- August Wilhelm Günther 1897
- Carl Otto Viehrig 1898–1902